# 700 г. пр.н.е.

## Събития

### В Европа

#### В Гърция
- Провеждат се 20-те Олимпийски игри. Победител в дисциплината бягане на разстояние един стадий (176 м) става Атерад.[1]
- Град Лефканди, на остров Евбея, е изоставен от жителите си вероятно поради Лелантинската война и натиск от страна на Халкида.[2]
- Около тази година до около 600 г. пр.н.е. в Гърция се развива „Дедалският“ стил в скулптурата.[3]
- Около тази година е изграден първият каменен храм на бог Аполон в Коринт.[3] Този храм изгараря в периода 570 – 560 г. пр.н.е., след което е издигнат нов храм[4]
- Около тази година живее и твори древногръцкият поет Хезиод.[3]
- Около тази година започва масово отглеждане и засаждане на маслиненото дърво.[5]

#### В Италия
- Около тази година етруските възприемат и приспособяват за нуждите си гръцката азбука във варианта ѝ от остров Евбея. Те са първият от народите на древна Италия, който развива писменост.[6]

#### В Тракия
- Според някои източници е възможно първообразът на Орфей да е живял в Тракия около тази година.[7]

### В Западна Азия

#### В Месопотамия
- Асирийският цар Сенахериб (705 – 681 пр.н.е.) ръководи четвърти поход във Вавилония, където побеждава въстаници предвождани от Мардук-апла-иддин II, който е принуден да бяга в Елам.[8]
- Сенахериб сваля от престола на Вавилон марионетния цар Бел-ибни (703 – 700 пр.н.е.) и поставя на негово място собствения си син Ашур-надин-шуми (700 – 694 пр.н.е).[8]

## Родени
- Мисон, един от седемте мъдреци